# Sebastián Prediguer
Leonardo Sebastián Prediger (Crespo, 4 de setembro de 1986), mais conhecido como Prediger, é um futebolista argentino que atua como meio-campista. Atualmente, defende o Tigre, da Argentina.

## Carreira

### Clubes
Prediger começou a sua carreira nas escolas do Colón de Santa Fe, estreou-se profissionalmente a jogar contra o Club Atlético de Jujuy a 20 de Outubro de 2007, tendo ganho 1-0.
Foi depois emprestado ao Atlético Uruguay, que competia na 3ª divisão Argentina e mais tarde ao Millonarios da Colombia. No dia 27 de Julho assinou contrato por 3 anos com o FC Porto, com o Colón de Santa Fe a receber 3 milhões de euros.
Prediger não se conseguiu impor no FC Porto, sendo nos anos seguintes emprestado a Boca Juniors, Cruzeiro e ao Colón onde ficaria um ano por empréstimo, rescindindo depois com o FC Porto e assinando em definitivo pelo clube.
Esteve mais duas épocas no Colón e assinou pelos árabes do Bani Yas dos Emirados Árabes Unidos.
Em junho 2014 assinou um contrato de empréstimo por um ano com o Estudiantes de La Plata . Ele jogou seis meses lá , e em fevereiro 2015 até o clube Belgrano de Córdoba.

### Estatísticas
| Ano           | Clube                   | Divisão                          | Jogos | Gols |
| ------------- | ----------------------- | -------------------------------- | ----- | ---- |
| 2004/2005     | Atlético Uruguay        | Quarta Divisão                   | 7     | 0    |
| 2007/2008     | Colón                   | Primeira Divisão                 | 17    | 1    |
| 2008/2009     | Colón                   | Primeira Divisão                 | 33    | 2    |
| 2009/2010     | Porto                   | Liga Portuguesa                  | 3     | 0    |
| 2010          | Boca Juniors            | Primeira Divisão                 | 3     | 0    |
| 2010          | Cruzeiro                | Campeonato Brasileiro Série A    | 0     | 0    |
| 2011/2013     | Colón                   | Primeira Divisão                 | 101   | 6    |
| 2014          | Baniyas                 | Campeonato Emiratense de Futebol | 7     | 0    |
| 2014/2015     | Estudiantes de La Plata | Primeira Divisão                 | 18    | 0    |
| 2015/Presente | Belgrano                | Primeira Divisão                 | 4     | 0    |

### Seleção
Em 20 de maio de 2009 Prediger foi convocado pela primeira vez para jogar pela selecção argentina, num amistoso contra o Panamá. Entrou em campo na 2ª parte, tendo participando na vitória da Argentina por 3–1, com uma equipa constituída por jogadores da Primera División Argentina.

## Títulos
Tigre
- Copa da Superliga Argentina de Futebol de 2019[2][3]